# Наханьков, Александр Иванович
Александр Иванович Наханьков (5 декабря 1949, Металлострой, Ленинград — 22 мая 2013) — советский хоккеист, нападающий.
Воспитанник «Динамо» Ленинград, в сезоне 1967/68 играл за команду во второй группе класса «А» первенства СССР. Следующий сезон провёл в ленинградском СКА. Играл во второй лиге за ленинградские «Динамо» (1969/70 — 1970/71) и Шторм (1971/72 — 1972/73). Следующие четыре сезона провёл в СКА. Завершал карьеру в командах мастеров играя в классе «Б» за «Горняк» (Дальнегорск). 
В сезоне 1974/75 играл во второй сборной СССР под руководством Виктора Тихонова на турнире посвященном 40-летию норвежского хоккейного союза, а также за сборную Вооруженных сил СССР под руководством Николая Пучкова на хоккейном турнире III Спартакиады дружественных армий.
В сезоне 1980/81 играл в первенстве и кубке Ленинграда за клубную команду «Ленмясокомбинат (ЛМК)». Стал обладателем кубка Ленинграда.
Позже работал экспедитором на ленинградском мясокомбинате «Самсон» и литейщиком на Кировском заводе.
Погиб в мае 2013 года. Похоронен в Санкт-Петербурге.

## Достижения
- Победитель Спартакиады дружественных армий (Ленинград, СССР) (в составе сборной Вооружённых сил СССР) — 1975[3]
- Победитель международного турнира посвященного 40-летию норвежского хоккейного союза (Осло) (в составе второй сборной СССР) — 1974[4]
- Чемпион РСФСР — 1970[5]
- Финалист Кубка РСФСР — 1970[6]
- Победитель первенства Вооруженных сил СССР — 1976[7].
- Серебряный призёр первенства Вооруженных сил СССР — 1974[8]
- Победитель Международного зонального турнира на призы газеты «Советский спорт» (Ленинград) — 1974[9]
- Третий призёр Международного зонального турнира на призы газеты «Советский спорт» (Ленинград) — 1976[10]
- Победитель зимней Спартакиады Ленинграда — 1968[11]
- Чемпион Ленинграда — 1968[12]
- Обладатель кубка Ленинграда — 1981[2]